# Joe Santos
Joe Santos (New York, 9 juni 1931 – Santa Monica, 18 maart 2016) was een Amerikaans acteur.

## Biografie
Santos, geboren in Brooklyn, begon zijn carrière in de jaren 60. In 1971 had hij een bijrol in The Panic in Needle Park. Zijn bekendste rol speelde hij tussen 1974 en 1979 in de serie The Rockford Files. In de jaren '80 speelde hij mee in de serie Hardcastle and McCormick. In The Sopranos speelde hij gangster Angelo Garepe.
Hij overleed in 2016 twee dagen na een hartaanval op 84-jarige leeftijd.

## Filmografie (selectie)
- The Panic in Needle Park (1971)
- The Last Boy Scout (1991)

- Bibliothèque nationale de France: cb13899398c (data)
- Gemeinsame Normdatei: 1105866033
- International Standard Name Identifier: 0000 0000 3637 550X
- Library of Congress Control Number: n83160450
- Nationale Bibliotheek van Tsjechië: xx0178324
- Istituto Centrale per il Catalogo Unico: LO1V269660
- Système universitaire de documentation: 243006772
- Virtual International Authority File: 59270791
- WorldCat: E39PBJcBVx9DmbJxmf6GP4cQMP